# Rajd Wełtawy 1974
Rajd Wełtawy 1974 (15. Rallye Vltava) – 15. edycja rajdu samochodowego Rajd Wełtawy rozgrywanego w Czechosłowacji. Rozgrywany był od 5 do 7 lipca 1974 roku. Była to szesnasta runda Rajdowych Mistrzostw Europy w roku 1974.

## Klasyfikacja rajdu
| Miejsce                      | Kierowca                     | Pilot                        | Samochód                     | Czas                         | Strata                       |                              |
| Klasyfikacja generalna i ERC | Klasyfikacja generalna i ERC | Klasyfikacja generalna i ERC | Klasyfikacja generalna i ERC | Klasyfikacja generalna i ERC | Klasyfikacja generalna i ERC | Klasyfikacja generalna i ERC |
| ---------------------------- | ---------------------------- | ---------------------------- | ---------------------------- | ---------------------------- | ---------------------------- | ---------------------------- |
| 1.                           | Walter Röhrl                 | Jochen Berger                | Opel Ascona 1.9 SR           | 4:57:03                      | 0.0                          |                              |
| 2.                           | Jan Carneborn                | Lennart Johansson            | Opel Ascona A 1900           | 5:13:11                      | +16:08                       |                              |
| 3.                           | Karel Šimek                  | Oto Landecký                 | Škoda 100 L                  | 5:18:54                      | +21:51                       |                              |
| 4.                           | Tommy Wilhelmsson            | Arne Johansson               | BMW 2002 Tii                 | 5:24:25                      | +27:22                       |                              |
| 5.                           | František Udlínek            | Jiří Pavlovský               | Škoda 110 RC                 | 5:31:11                      | +34:08                       |                              |
| 6.                           | Jürgen Kaufhold              | Otto Karl Klemenz            | Opel Ascona 1.6 SR           | 5:41:58                      | +44:55                       |                              |
| 7.                           | Josef Sivík                  | Hana Kyjánková               | Škoda 120 S                  | 5:48:33                      | +51:30                       |                              |
| 8.                           | Dag Ohlsson                  | Hans-Ingvar Johansson        | Datsun 1600 SSS              | 5:53:03                      | +56:00                       |                              |
| 9.                           | Egon Culmbacher              | Werner Ernst                 | Wartburg 353                 | 5:58:19                      | +1:01:16                     |                              |
| 10.                          | Helmut Piehler               | Klaus Riedel                 | Trabant P601                 | 6:03:58                      | +1:06:55                     |                              |